# District de Châteaulin
Le district de Châteaulin est une ancienne division territoriale française du département du Finistère de 1790 à 1795.
Il était composé des cantons de Châteaulin, Argol, Brasparts, Crozon, Gonezec, Locronan, Pleiben et Plomodiern.